# Шумадијска дивизија
Шумадијска дивизија је била дивизија Војске Кнежевине Србије, Војске Краљевине Србије и Југословенске војске, која је постојала од 1874. до Априлског рата 1941. године.
Учествовала је у Српско-турским ратовима (1876—1878), Српско-бугарском рату (1885), Првом балканском рату (1912—1913), Другом балканском рату (1913), Првом светском рату (1914—1918) и Другом светском рату, односно Априлском рату (1941).

## Историјат

### Оснивање
Уредбом о устројству команди и штабова стајаће и народне војске из 1874. године, кнез Милан Обреновић је основао Шумадијску дивизију. У њеном саставу су се налазиле крагујевачка, чачанска и крушевачка пуковска команда, односно четири пешадијска пука.

### Српско-турски ратови (1876—1878)
У Првом српско-турском рату 1876—1877. године, Шумадијска дивизија се борила на Моравском фронту. Други српско-турски рат 1877—1878. године је провела као Шумадијски корпус под командом генерала Јована Белимарковића. Корпус је учествовао у ослобођењу Ниша, а затим је штаб корпуса био премештен у Лесковац и потом у Владичин Хан, одакле се командовало нападом на Врање. Дана 31. јануара 1878. године, генерал Белимарковић је свечано ушао у ослобођено Врање и ту сместио команду Шумадијског корпуса.

### Српско-бугарски рат (1885)
Српско-бугарски рат 1885. године, Шумадијска дивизија је провела у ратном стању. Борила се у бици код Сливнице. Због кашњења Моравске дивизије, дошло је до одлагања напада, што је довело и до пораза у бици.

### Балкански ратови (1912—1913)
Шумадијска дивизија је учествовала у оба Балканска рата. У Првом балканском рату, дивизија је напредовала кроз Албанију и избила на море. У Другом балканском рату је учествовала у Брегалничкој бици.

### Први светски рат (1914—1918)
Учествовала је у Церској бици и ослободила Шабац. Тада је њен командант био генерал Стеван Хаџић. Почетком септембра 1914. године, Шумадијска дивизија је учествовала у Сремској офанзиви, подигла понтонски мост између Новог Села и Подгоричке аде, а онда прешла Саву. Затим, дивизија је учествовала у Колубарској бици. У тројној офанзиви на Србију, на јесен 1915. године, Шумадијска дивизија другог позива је у Лесковачком противудару задржала непријатељске снаге и омогућила повлачење главнине српске војске.
Након Албанске голготе, Шумадијска дивизија је пребачена на Солунски фронт и доживела прву реформу 1916. године, када су спојене дивизија првог и дивизија другог позива. Она је остала у саставу Друге српске армије. Убрзо је учествовала и у освајању Кајмакчалана.
Шумадијска дивизија је имала кључну улогу у пробоју Солунског фронта. Она је 15. септембра 1918. године заузела положаје Слоново уво, Ветерник и Голу Рудину, одакле одбија три непријатељска противнапада и у садејству са Тимочком дивизијом заузима Борову чуку. Три дана касније је избила на положај Тополац.

## Састав

### Пукови
Шумадијска дивизија је бројала три пешадијска пука:
- 10. пешадијски пук „Таковски” — команда пука у Чачку;
- 11. пешадијски пук „Карађорђе” — команда пука у Крагујевцу;
- 12. пешадијски пук „Цар Лазар” — команда пука у Крушевцу;
- 19. пешадијски пук — команда пука у Крагујевцу.

### Команданти

#### Од 1874. до 1912. године
| Фотографија | Име и презиме      | Период                |
| ----------- | ------------------ | --------------------- |
|             | Јован Белимарковић | 27/30. новембра 1877. |

#### Команданти Шумадијске дивизије I позива
| Фотографија | Име и презиме  | Период                   |
| ----------- | -------------- | ------------------------ |
|             | Стеван Хаџић   | - 10. август 1914.       |
|             | Божидар Терзић | 10. август 1914. — 1916. |
|             | Живко Павловић | 1916.                    |
|             | Петар Мишић    |                          |

#### Команданти Шумадијске дивизије II позива
| Фотографија | Име и презиме                 | Период |
| ----------- | ----------------------------- | ------ |
|             | Пуковник Драгутин Милутиновић |        |
|             | Генерал Светомир Матић        |        |